# Barrio Franklin
El Barrio Franklin es un sector comercial del sur de la comuna de Santiago, en Chile.

## Contexto
Este histórico barrio comercial concentra 4500 establecimientos, principalmente talleres, pequeñas empresas, comercio minorista y depósitos de fábricas. Es un centro popular de gran actividad comercial en el que se ofertan productos y servicios como comida criolla, muebles, ropa y antigüedades. Cada una de estas actividades tiene una ubicación determinada. Cerca de dos mil de los locales son talleres e industrias pequeñas que dan trabajo a más de 10 mil personas.
Sus ferias abren sábados, domingos y festivos desde las nueve de la mañana y desde la calle Franklin hasta la calle Bíobío. Un promedio de 30 000 personas visita a diario el barrio.

## Historia

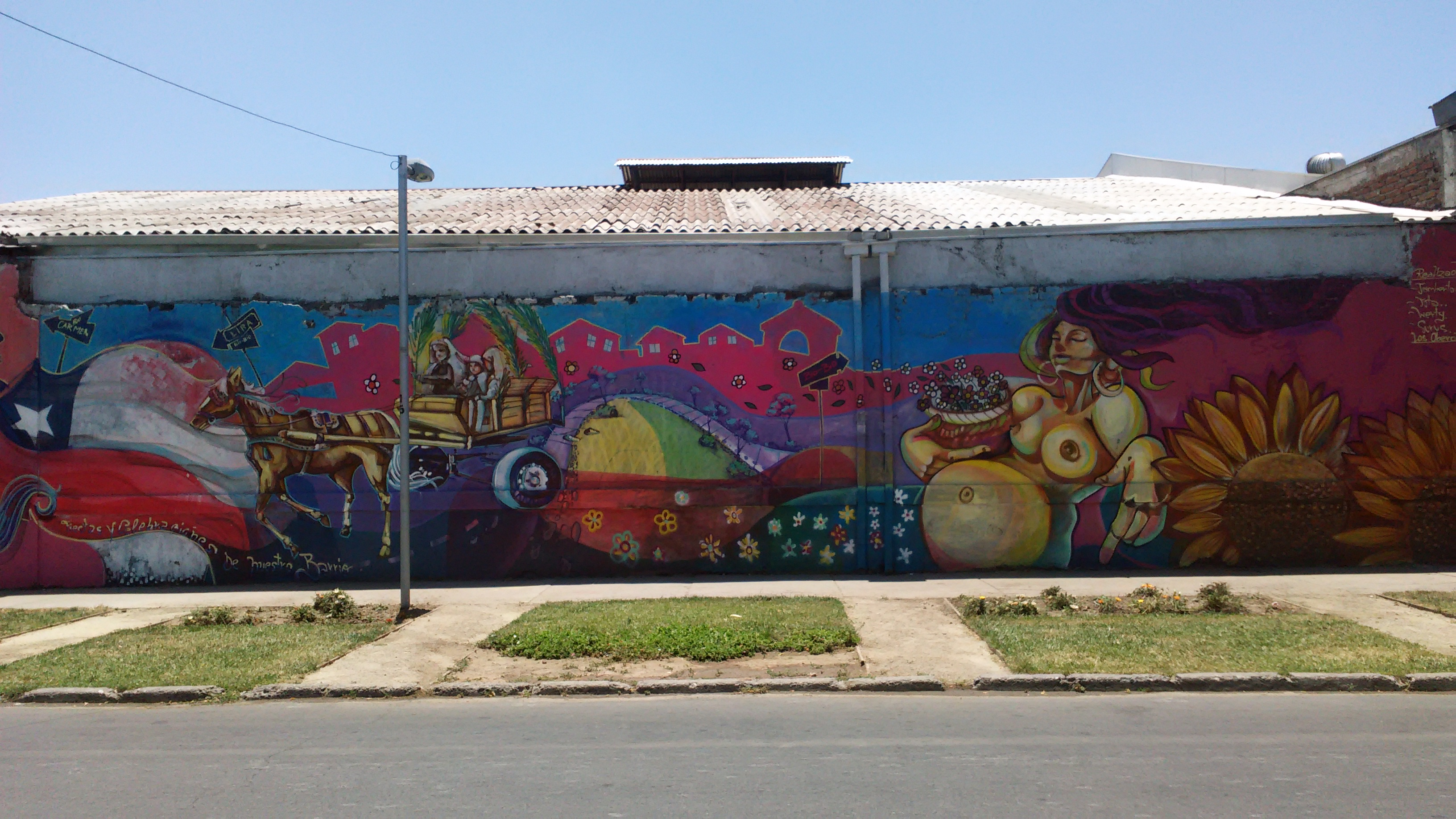
Mural en calle Biobío cerca de Carmen.

Su prosperidad y fama se relacionan con la construcción del Matadero en 1847, aunque cerró sus puertas durante la crisis de 1979. El 11 de enero de 1976 un incendio había destruido parte de las instalaciones del Matadero y Mercado Municipal.
En 1982 los galpones fueron cedidos por la municipalidad santiaguina a los vendedores ambulantes, el barrio adquirió su importancia durante los noventa y hoy lo recuerdan más de veinte carnicerías que se ubican en un recinto techado. Se vio muy afectado durante la crisis económica en 2009, donde cerca de 800 locales se vieron obligados a cerrar.
Este también posee una gran variedad de productos y servicios que acompañan su historia, por ejemplo artículos de guerra como medallas, relojes o armas, de gran valor para coleccionistas.

## Mercados persas
La calle Placer entre las calles San Diego y San Isidro, es la que alberga la mayoría de los denominados "Persas", locales comerciales que ocupan antiguos galpones que servían como recintos de operación para empresas textiles extintas, y que en distinto grado de formalidad ofrece productos de todas las variedades posibles. 
El Persa Víctor Manuel es una gran edificación ubicada en el Barrio Franklin de carácter histórico que existe desde principios del siglo XX, y que antiguamente era una Curtiembre relacionada con el Matadero Público. Con el paso de los años, el Matadero se convirtió en un mercado Persa (o “mercado de las pulgas”). Esta gran edificación –que alberga distintos galpones en su interior- llamado “Victor Manuel”, se encuentra en el Persa Bío Bío (específicamente entre las calles Bío Bío, Placer y San Isidro). Hoy en día, con aproximadamente 24 000 m², cuenta con 8 galpones y 8 sectores bajo un edificio de  gran calidad y riqueza arquitectónica, heredada de la tradición de la arquitectura industrial y cuyos espacios ofrecen una variada oferta comercial, cultural y gastronómica. 
Cabe destacar que mediante un plan de recuperación de sus  espacios, el Persa Víctor Manuel se ha transformado en un polo cultural de la zona sur de Santiago a través de un modelo que integra el comercio, la gastronomía, diferentes expresiones artísticas y el arte urbano, transformándose en ganador del Premio Nacional de Innovación AVONNI 2019 en la categoría “Cultura”.
El persa Nuevo Placer, único de los galpones con el trámite de recepción final municipal vigente, ofrece principalmente artículos computacionales para notebooks, tabletas, computadores y celulares. También ofrece comida rápida y otros productos como series anime o videojuegos. Cuenta con 200 locales vigentes. Casi el total de los artículos ofrecidos es nuevo, con garantía, y todos los locales deben obligatoriamente entregar boleta de venta por sus productos; además de contar con varios locales con posibilidad de pago en crédito o débito, a través de Redbanc.
El Persa Biobío cuenta con 300 locales en los que se venden muebles, artículos eléctricos, ropa y herramientas. También ofrece productos nuevos y varios medios de pago. Se reconoce fácilmente y es uno de los más cercanos entre las estaciones Bío Bío y Franklin del Metro de Santiago.
En la esquina de Placer con Arturo Prat se localiza el Mall del Mueble, o "Las Gangas", con gran surtido de artículos para el hogar, algunas tiendas de ropa usada, música, electrodomésticos y línea blanca.
En diciembre de 2009 se inauguró el nuevo Persa Paseo Santa Rosa, con un total de 500 nuevos locales comerciales de antigüedades, libros, computación, ropa, patio de comidas y estacionamientos. El recinto está ubicado en la manzana compuesta por las calles Santa Rosa, Placer, Bio Bio y Víctor Manuel. El nuevo mercado persa tiene una superficie aproximada de 10 000 m².

## Lugares de tradición
Los restaurantes más antiguos del barrio son "El Manchado" de 1920, visitado por intelectuales, políticos y artistas, también "El Rey de los Tallarines", fundado en 1950, cuyos cuadros que adornan las paredes son el sello del local.
En el sector hay veinte posadas que ofrecen a módicos precios una gran variedad de platos de comida chilena. También se destaca, entre las cocinerías de aquel barrio, la "Olla de Goma", ubicada en calle Franklin esquina Germán Riesco, la cual provee a sus clientes comida típica. En el Barrio Franklin también se encuentra el local "Espacio Flor" situado en calle Arauco esquina Berta Fernández, que se caracteriza por ofrecer una sabrosa dieta mediterránea-chilena casera que le ha hecho alcanzar prestigio por tratarse de platos de gran calidad a precios populares.

## Galería

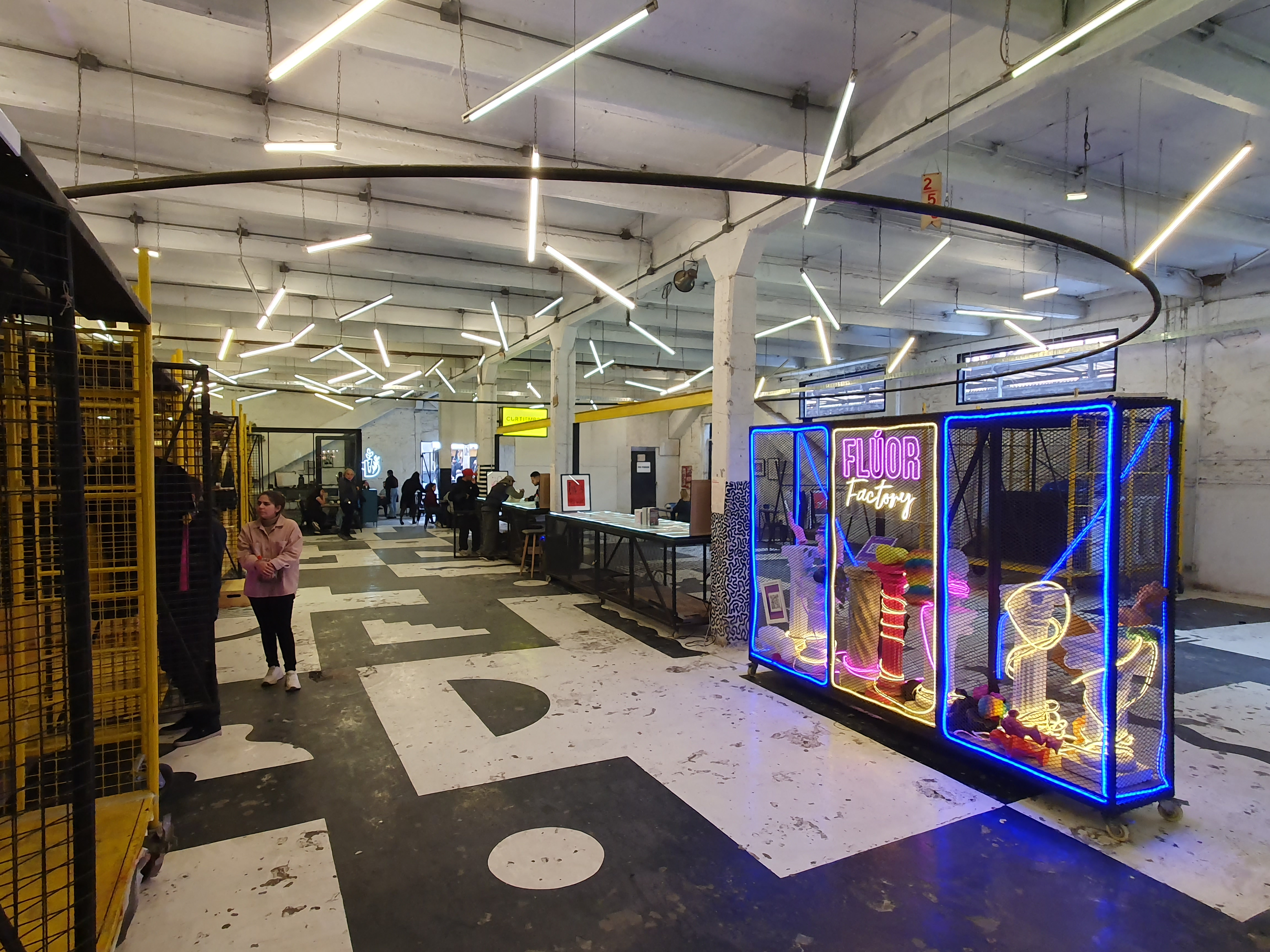
Galería La Curtiembre
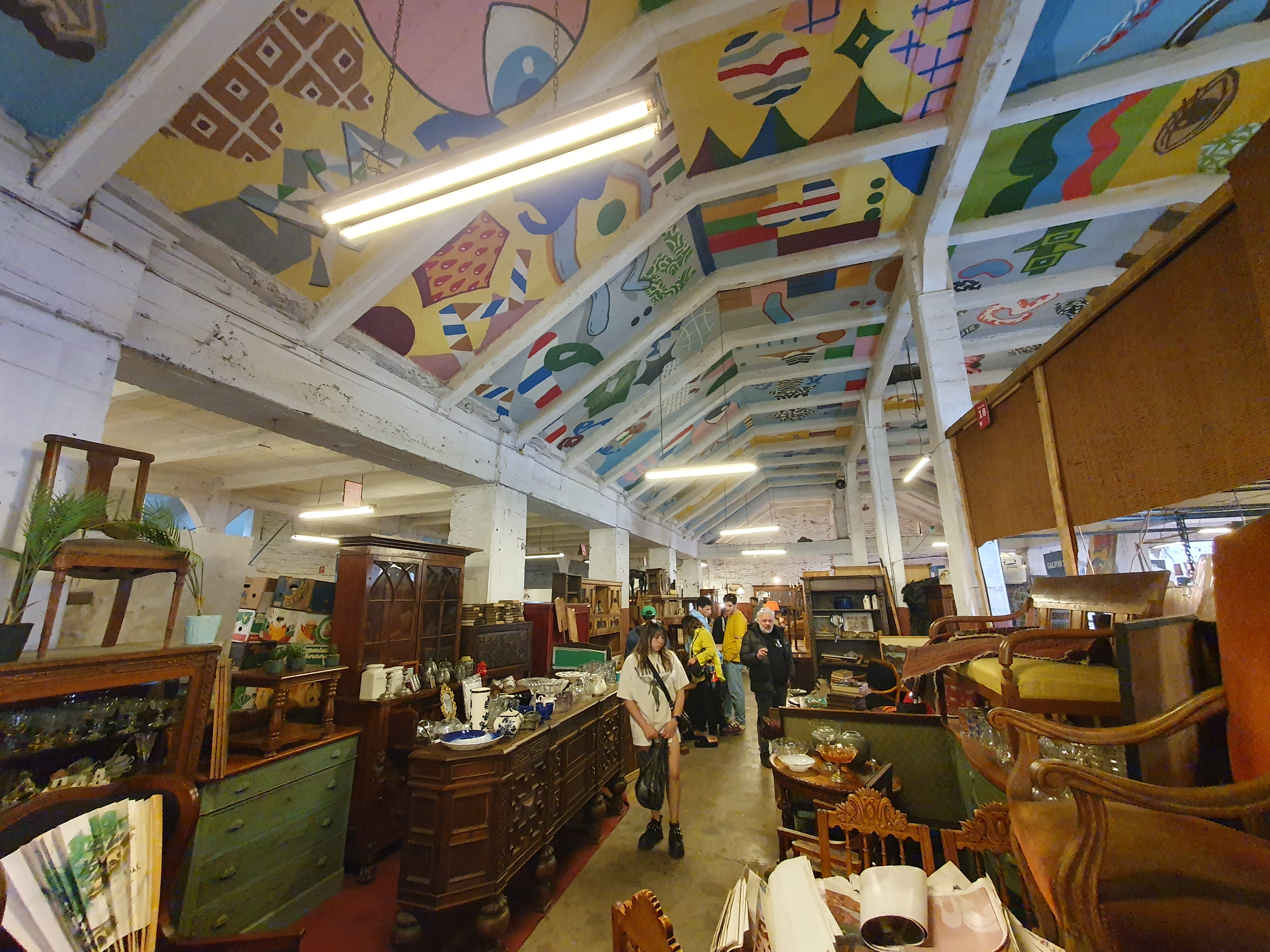
Galpón de antigüedades del Persa Víctor Manuel
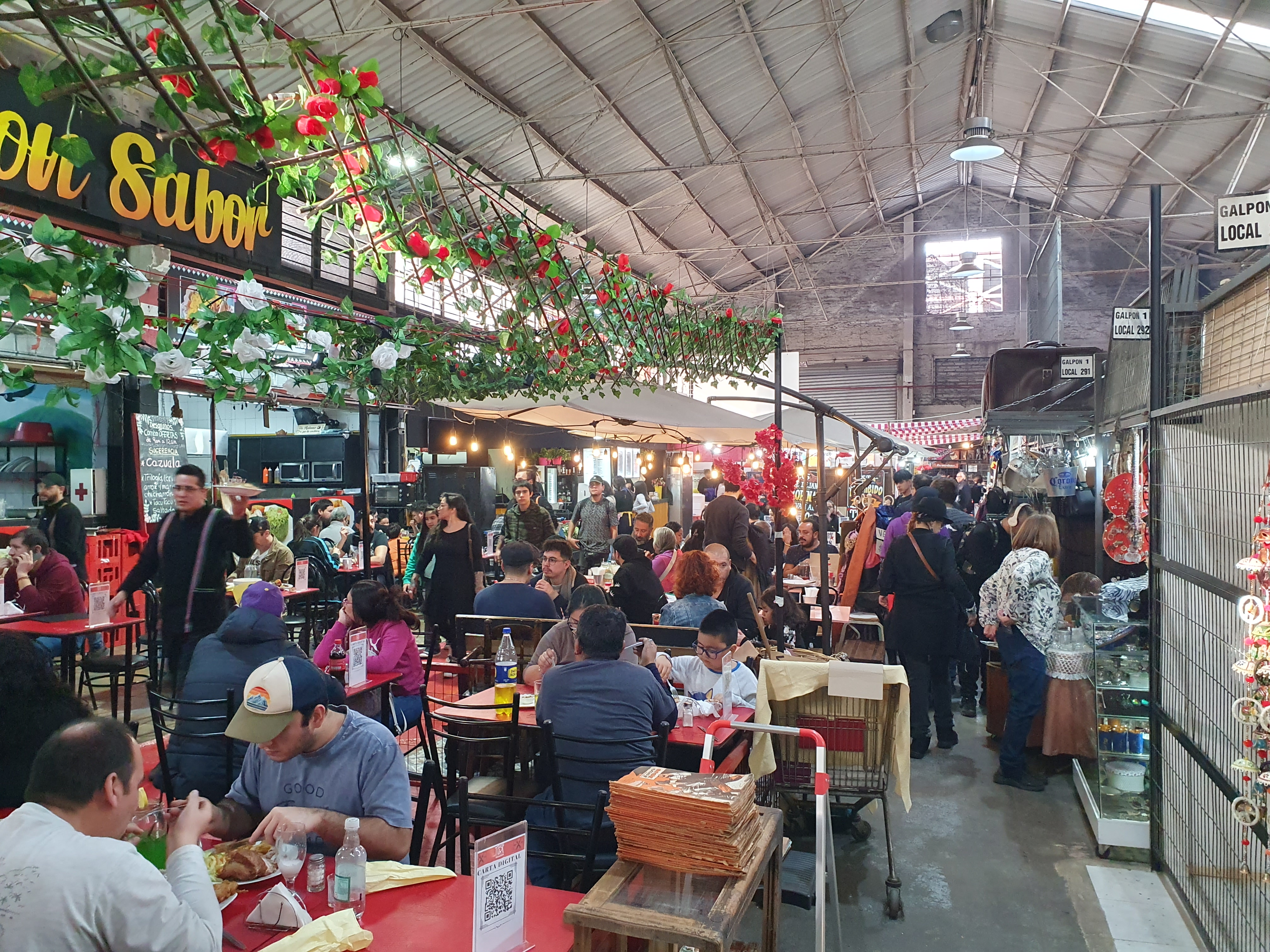
Galpón de restaurantes y antigüedades
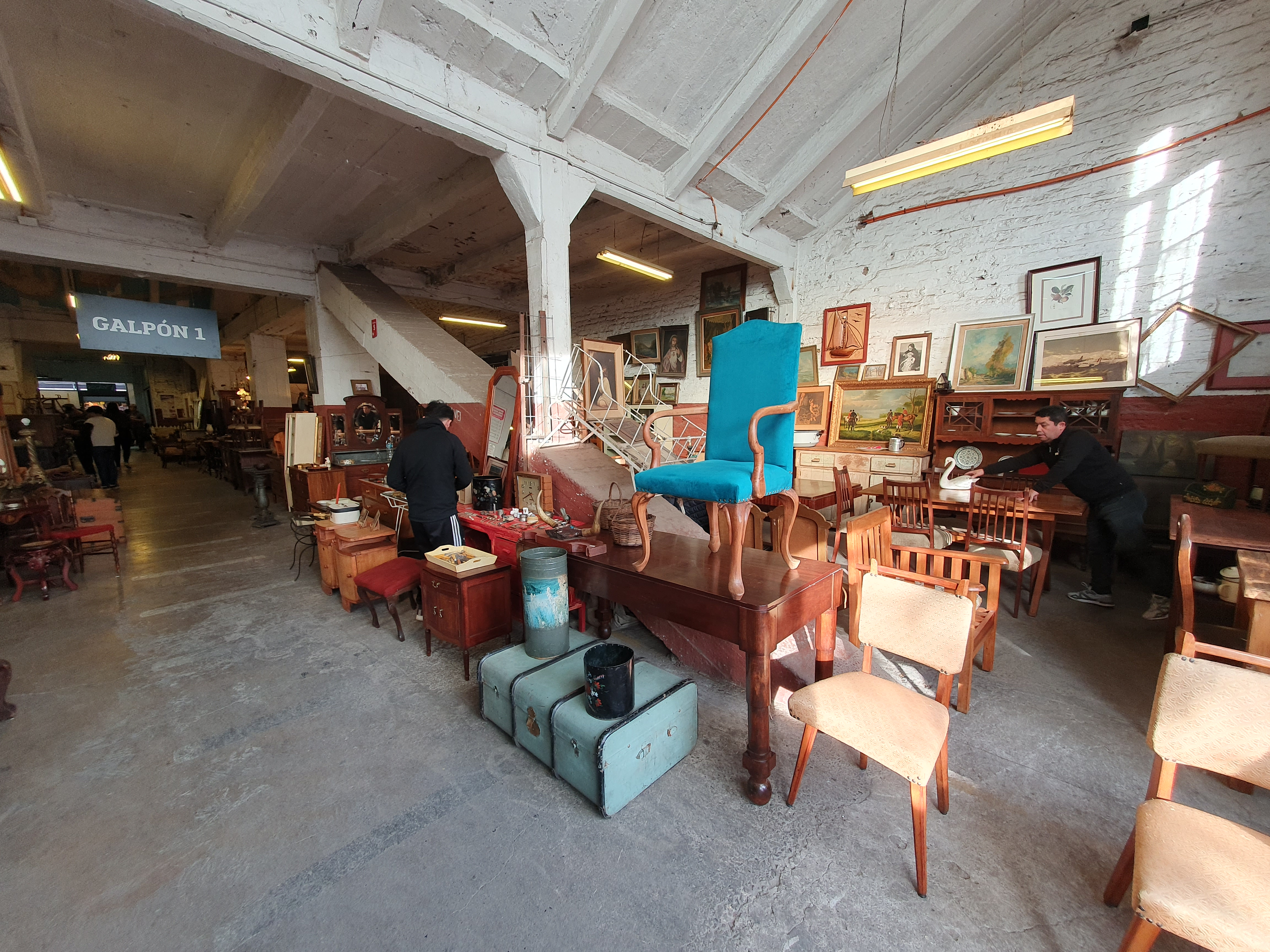
Galpón de muebles del Persa Víctor Manuel
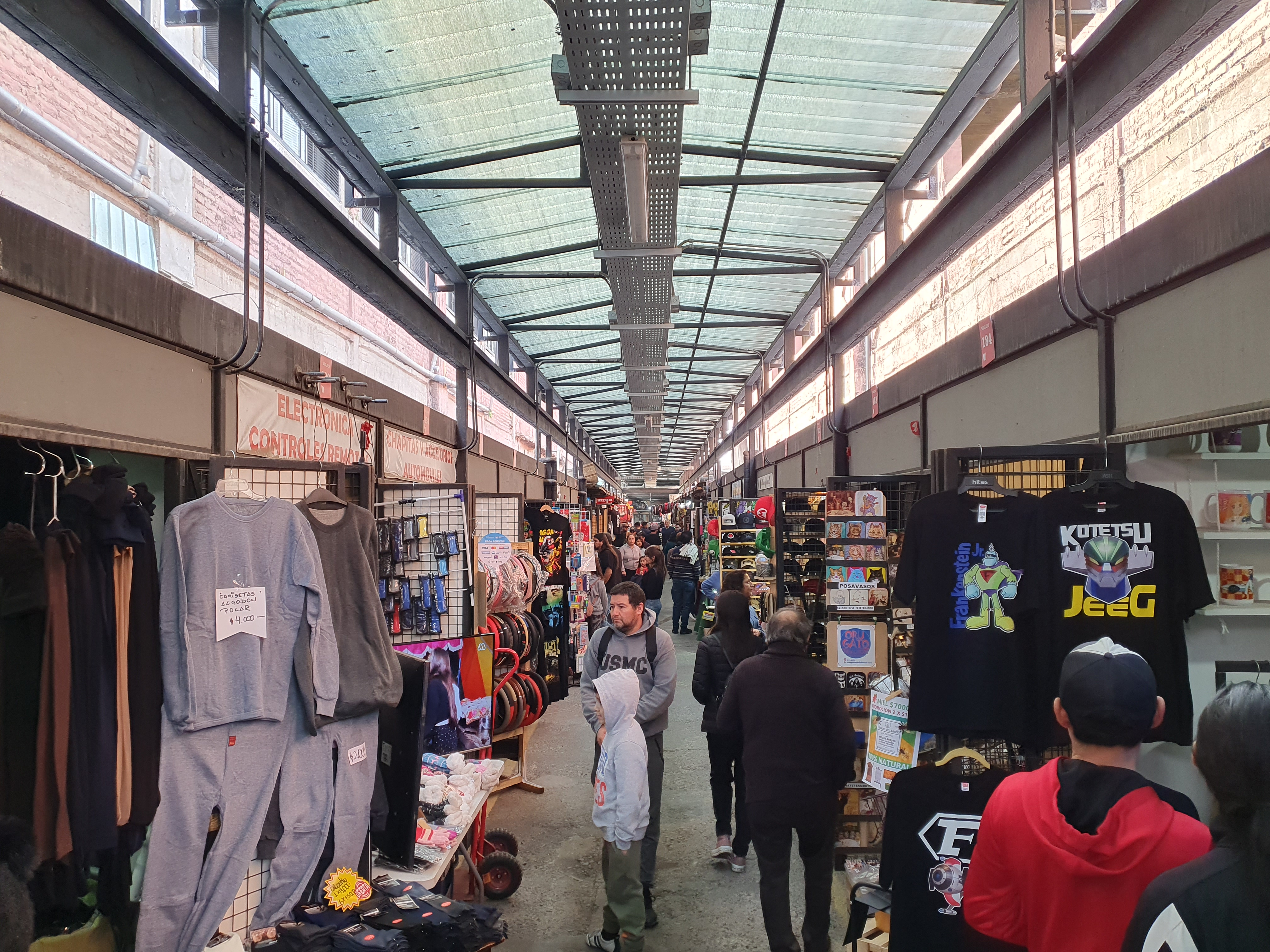
Galpón del Persa Víctor Manuel